# USS Bennington (CV-20)
«Беннгінгтон» (англ. USS Bennington (CV-20)) — важкий ударний авіаносець США періоду Другої світової війни типу «Ессекс». Це був другий корабель з такою назвою у флоті США.

## Історія створення
Авіаносець «Беннгінгтон» був закладений 15 грудня 1942 року на верфі флоту в Нью-Йорку. Спущений на воду 26 лютого 1944 року, вступив у стрій 6 серпня 1944 року.

## Історія служби

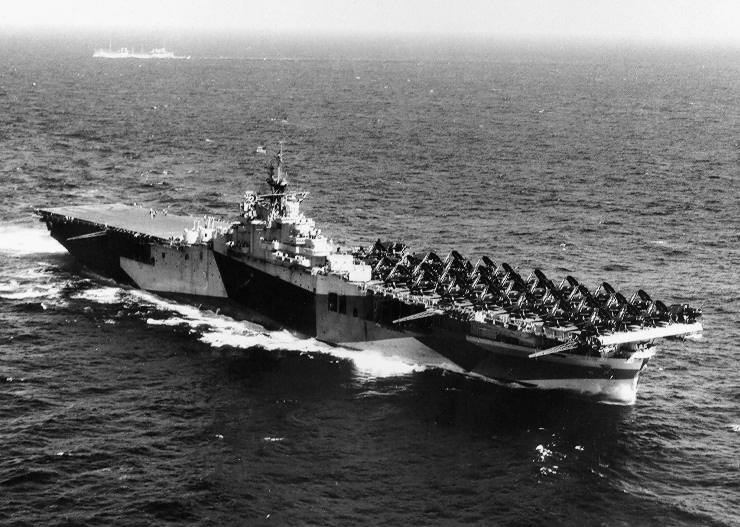
Авіаносець «Беннгінгтон», 1944 рік

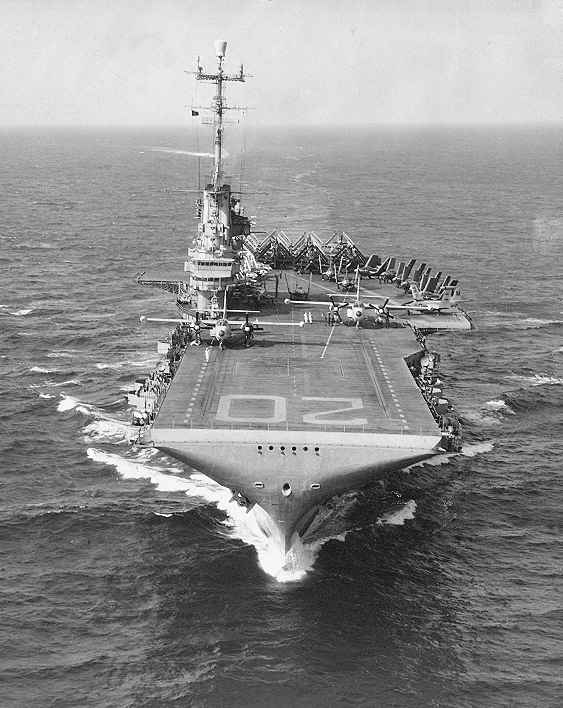
Авіаносець «Беннгінгтон» після модернізації, 1956 рік

### Друга світова війна
Після вступу в стрій 10 лютого 1945 року «Беннгінгтон» з авіагрупою CVG-82 увійшов до складу 5-го флоту. Авіаносець брав участь в ударах по Токіо, Йокогамі, забезпечував висадку десанту під час битви за Іодзіму (11.02 — 02.03.1945), другому рейді на Токіо та військово-морську базу Куре (14—19.03.1945), нальотах на японські аеродроми на островах Окінава, Рюкю та Кюсю (23—31.03.1945), десантній операції під час битви за Окінаву (01.04 — 11.06.1945).
7 квітня 1945 року «Беннгінгтон» взяв участь в потопленні лінкора «Ямато».
5 червня 1945 року, перебуваючи поблизу острова Кюсю, авіаносець зазнав штормових пошкоджень, для усунення яких повернувся на атол Уліті.
Після ремонту, 7 червня 1945 року, «Беннгінгтон» прийняв авіагрупу CVG-1.
В останні місяці війни «Беннгінгтон» перебував поблизу берегів Японії, завдаючи ударів по Токіо, Кобе, Нагої, Куре, Майдзуру, острову Хоккайдо.
За час війни літаки з «Беннгінгтона» збили 180 японських літаків.

### Післявоєнна служба
8 листопада 1974 року «Беннгінгтон» вивели в резерв. 30 жовтня 1950 року він був перекласифікований в ударний авіаносець CVA-20.
Протягом грудня 1950 року — листопада 1952 року авіаносець пройшов модернізацію за програмою SCB-27, під час якої була збільшена польотна палуба для експлуатації реактивних літаків, 127-мм гармати були замінені на 76-мм.
26 травня 1954 року під час плавання в Атлантичному океані на авіаносці стався вибух у гідравлічній системі однієї з катапульт, внаслідок якої сталась пожежа. Корабель відправили на ремонт, а з червня 1954 року по квітень 1955 року авіаносець пройшов модернізацію за програмою SCB-125, під час якої отримав кутову польотну палубу.
Корабель повернувся у стрій у квітні 1955 року та був переведений та Тихий океан.
У 1963 році модернізований на програмою FRAM.
Авіаносець «Беннгінгтон» брав участь у війні у В'єтнамі, здійснивши 4 походи до берегів В'єтнаму (20.02 — 11.05.1964, 22.03 — 07.10.1965, 04.11.1966 — 23.05.1967, 01.05 — 09.11.1968).
9 листопада 1967 року «Беннгінгтон» забезпечував пошук та евакуацію безпілотного космічного корабля «Аполлон-4».
15 січня 1970 року авіаносець «Беннгінгтон» вивели в резерв, 20 вересня 1989 року вивели зі складу флоту та продали на злам у 1994 році.

## У популярній культурі
У 1949 році «Беннгінгтон» залучили до зйомок фільму «Піски Іодзіми» (англ. Sands Of Iwo Jima).
У 1955 році авіаносець використовувався у зйомках фільму The Blue and Gold.